# Evil Empire (альбом)
| Оценки критиков               | Оценки критиков |
| Источник                      | Оценка          |
| ----------------------------- | --------------- |
| AllMusic                      | [ 6 ]           |
| Chicago Tribune               | [ 7 ]           |
| Encyclopedia of Popular Music | [ 8 ]           |
| Entertainment Weekly          | A−              |
| Los Angeles Times             | [ 10 ]          |
| NME                           | 5/10            |
| Q                             | [ 12 ]          |
| Rolling Stone                 | [ 13 ]          |
| Spin                          | 8/10            |
| The Village Voice             | A−              |

Evil Empire (рус. «Империя зла») — второй студийный альбом рок-группы Rage Against The Machine, выпущенный 16 апреля 1996 года, почти через четыре года после выхода дебютного альбома группы. Диск занял первое место в хит-параде Billboard 200.

## Об альбоме
В качестве названия альбома было взято выражение (англ. Evil Empire, Империя зла) президента США Рональда Рейгана, которым он окрестил Советский Союз и которое, по мнению группы, можно с таким же успехом применить и к Соединенным Штатам.
Песня «Tire Me» выиграла награду «Грэмми» в номинации «Лучшее метал-исполнение» (англ. Best Metal Performance). Песни «Bulls on Parade» и «People of the Sun» были номинированы на эту же награду в номинациях «Лучшее хард-рок-исполнение» (англ. Best Hard Rock Performance).
Написание «tha» в названии трека «Year of tha Boomerang» представляет собой представление общепринятого хип-хоп произношения определённого артикля the. Такое же написание используется в буклетах и текстах песен Evil Empire почти для каждого случая употребления этого слова.
На обложке альбома использовано переделанное изображение Crimebuster — вымышленного мальчика-героя, главного персонажа из Boy Comics, выходившего в 1940-х и 1950-х годах, при этом эмблема на костюме мальчика изменена с буквы «c» на строчную «e», а подпись «Crime Buster» — на название альбома.

## Список композиций
Все тексты написаны Заком де ла Роча, вся музыка написана Rage Against the Machine.
| №                   | Название                | Длительность |
| ------------------- | ----------------------- | ------------ |
| 1.                  | «People of the Sun»     | 2:30         |
| 2.                  | «Bulls on Parade»       | 3:49         |
| 3.                  | «Vietnow»               | 4:39         |
| 4.                  | «Revolver»              | 5:30         |
| 5.                  | «Snakecharmer»          | 3:56         |
| 6.                  | «Tire Me»               | 3:00         |
| 7.                  | «Down Rodeo»            | 5:20         |
| 8.                  | «Without a Face»        | 3:36         |
| 9.                  | «Wind Below»            | 5:50         |
| 10.                 | «Roll Right»            | 4:22         |
| 11.                 | «Year of tha Boomerang» | 4:02         |
| Общая длительность: | Общая длительность:     | 46:37        |

## Участники записи
- Зак де ла Роча (англ. Zack de la Rocha) — вокал, MC
- Том Морелло (англ. Tom Morello) — гитара
- Тим Коммерфорд (англ. Tim Commerford) — бас-гитара, бэк-вокал
- Брэд Уилк (англ. Brad Wilk) — ударные
- Rage Against The Machine — художественное оформление

## Чарты
| Чарт                                          | Позиция |
| --------------------------------------------- | ------- |
| Австралия (ARIA)                              | 2       |
| Австрия (Ö3 Austria)                          | 2       |
| Бельгия/Фландрия (Ultratop)                   | 6       |
| Бельгия/Валлония (Ultratop)                   | 2       |
| Нидерланды (Album Top 100)                    | 4       |
| Финляндия (Suomen virallinen lista)           | 5       |
| Франция (SNEP)                                | 26      |
| Германия (Offizielle Top 100)                 | 2       |
| Новая Зеландия (RMNZ)                         | 3       |
| Норвегия (VG-lista)                           | 2       |
| Швеция (Sverigetopplistan)                    | 1       |
| Швейцария (Schweizer Hitparade)               | 4       |
| Великобритания (UK Albums Chart)              | 4       |
| Великобритания (UK Rock & Metal Albums Chart) | 1       |
| США (Billboard 200)                           | 1       |

| Сингл               | Чарт                                | Позиция |
| ------------------- | ----------------------------------- | ------- |
| «Bulls on Parade»   | Австралия (ARIA)                    | 29      |
| «Bulls on Parade»   | Бельгия/Валлония (Ultratop 50)      | 31      |
| «Bulls on Parade»   | Нидерланды (Single Top 100)         | 46      |
| «Bulls on Parade»   | Франция (SNEP)                      | 27      |
| «Bulls on Parade»   | Новая Зеландия (Recorded Music NZ)  | 22      |
| «Bulls on Parade»   | Норвегия (VG-lista)                 | 4       |
| «Bulls on Parade»   | Швеция (Sverigetopplistan)          | 9       |
| «Bulls on Parade»   | Великобритания (OCC UK Singles)     | 8       |
| «Bulls on Parade»   | США (Billboard Alternative Airplay) | 11      |
| «Bulls on Parade»   | США (Billboard Mainstream Rock)     | 36      |
| «Bulls on Parade»   | США (Billboard Radio Songs)         | 62      |
| «People of the Sun» | Великобритания (OCC UK Singles)     | 26      |

## Сертификации
| Регион | Сертификация  | Продажи    |
| --- | ------------- | ---------- |
| Канада (Music Canada) | Платиновый    | 100 000^   |
| Великобритания (BPI) | Золотой       | 100 000^   |
| США (RIAA) | 3× Платиновый | 3 000 000^ |
| * Данные о продажах приведены только на основе сертификации. ^ Данные о тиражах приведены только на основе сертификации. |               |            |